# Nieuwe Broekpolder (onder Rijswijk)
Het waterschap Nieuwe Broekpolder was een waterschap in de gemeente Rijswijk, in de Nederlandse provincie Zuid-Holland.
Het waterschap was verantwoordelijk voor de drooglegging en de waterhuishouding in de gelijknamige polder.